# Tatev Chakhian
Tatev Chakhian (orm. Տաթև Չախեան; ur. 1 lipca 1992 w Erywaniu) – ormiańska poetka, tłumaczka i artystka wizualna mieszkająca w Polsce.

## Życiorys
Tatev Chakhian urodziła się 1 lipca 1992 roku w Erywaniu, w Armenii. Ukończyła antropologię kulturową na Państwowym Uniwersytecie w Erywaniu.
Laureatka Nagrody Literackiej Pierwszej Damy Armenii (2016) oraz Nagrody „Sahak Partew” (2015). W roku 2017 została jednym z laureatów Ostrołęckiego Konkursu Literackiego im. Dionizego Maliszewskiego, a w roku 2016 otrzymała nagrodę dwutygodnika „Gazeta Obywatelska”.
W roku 2016 wydała debiutancki tomik wierszy zatytułowany Dowód (nie)osobisty. W języku polskim ukazał się w tłumaczeniu Haika Howhannisjana i Pawła Sakowskiego. W 2018 roku została nominowana do Europejskiej Nagrody Poety Wolności. Wiersze Tatev Chakhian charakteryzuje lekkość wypowiedzi, wieloznaczne metafory, dwuznaczność i ciekawy koncept. W utworach często posługuje się porównaniami, które pozwalają jej dookreślać różne miejsca, zjawiska, uczucia i postawy. Wiersze poetki przełożono na angielski, niemiecki, polski, perski, rosyjski i opublikowano w wielu antologiach i czasopismach. W 2019 roku prezentowała swoją twórczość podczas Festiwalu Literackiego im. Czesława Miłosza.
W swojej twórczości łączy poezję ze sztuką wizualną. Jej kolaże z papieru prezentowane były na wystawach w Armenii, Belgii i Polsce. Współpracuje z aktywistami miejskimi, rzeźbiarzami, filmowcami i muzykami. Jest redaktorką magazynu internetowego iranliter.com skupiającego się na prezentacji przekładów współczesnej poezji irańskiej, pracuje jako pedagog, redaktor i tłumacz. Przetłumaczyła na język ormiański wiersze Wisławy Szymborskiej, Stanisława Barańczaka, Adama Zagajewskiego, Boba Dylana i Raymonda Carvera.
Tatev Chakhian mieszka i tworzy w Polsce.